# メグリくくる
メグリくくるは、日本のライトノベル作家である。

## 経歴
愛知県出身。中学生の時に安井健太郎の『ラグナロク』と出会い、ライトノベル中心の読書生活を送るようになった。大学時代に放送系サークルに入り、WeBラジオの台本を書いていた。社会人となったことを機に上京し、新卒で入社した企業の先輩に「日本が分かりにくい」と言われたことを機に、小説の執筆を始めたため、執筆活動歴は10年以上ある。『ラグナロク』以外の好きな作品の一例として、川上稔の『GENESISシリーズ 境界線上のホライゾン』や、浅井ラボの『されど罪人は竜と踊る』などを挙げている。

### 選考通過歴
第8回小学館ライトノベル大賞では「告白なんて、できっこない!?〜それでも俺は、恋をする〜」で1次選考を通過している。第8回HJ文庫大賞では「一人じゃ何にも、出来やしない!?」で二次選考を通過している。第21回電撃小説大賞では「ニート狩り」で3次選考を通過している。第3回角川文庫キャラクター小説大賞では「貸さない本屋の相談屋」で2次選考を通過している。第10回講談社ラノベ文庫新人賞では「貸さない本屋の相談屋」で2次選考を通過している。第27回スニーカー大賞の前期では「電子の海で、林檎は揺蕩う」で1次選考を通過している。

### 受賞歴
書籍の新人賞コーナーでオーバーラップ文庫大賞を知り、第8回の同大賞において『暗殺者は黄昏に笑う』で金賞を受賞し、同作でデビューを果たした。インタビューにおいて、メグリくくるは『暗殺者は黄昏に笑う』の執筆理由について、ファンタジー系の小説を読んでいる際に医療系の部分が気になり、構想を練り出した結果、医療と異世界転生を絡めた形で物語を作ることを決めたと話している。

## 作品一覧
- 『暗殺者は黄昏に笑う』（イラスト: 岩崎美奈子、オーバーラップ文庫〈オーバーラップ〉）[11]
- 『無能と蔑まれた貴族の九男は最強へ至るも、その自覚がないまま無双する』（イラスト: コダマ、オーバーラップ文庫〈オーバーラップ〉）[12]